# Janvier 1855

## Événements
- 1er janvier : Ottawa devient une ville.

- 6 janvier : Chine, assaut franco-chinois des murailles de Shanghai lors de la révolte des Taiping[1].

- 8 janvier, France : le général Adolphe Niel devient l'aide de camp de Napoléon III.

- 10 janvier, guerre de Crimée : le général Aimable Pélissier succède au général François Certain de Canrobert dans le commandement du 1er corps de l'armée d'Orient.

- 26 janvier : Camillo Cavour engage le royaume de Sardaigne dans l’alliance franco-britannique. Il veut renforcer le lien avec la France pour obtenir son aide dans le règlement de la question italienne et redorer le blason de son armée qui a fait piètre figure face aux Autrichiens en 1849. Les troupes sardes participent à l’expédition de Crimée, malgré une opinion publique défavorable. Elles perdent 2 600 hommes. Cavour peut poser dans un mémorandum la question italienne devant le Congrès de Paris.

- 29 janvier : démission du premier ministre britannique lord Aberdeen sous la pression du Parlement britannique qui lui reproche sa médiocre conduite de la guerre contre l'Empire russe.

## Naissances
- 6 janvier : Lina Bill, peintre français († 26 août 1936).
- 14 janvier : Raymond Saleilles, juriste.
- 20 janvier : Ernest Chausson, compositeur français.
- 28 janvier : William Evans Hoyle, malacologiste britannique († 7 février 1926).

## Décès
- 15 janvier : Pierre Eloy, homme politique belge (° 7 octobre 1766
- 26 janvier : Gérard de Nerval (47 ans), poète français, retrouvé pendu à une grille.